# Alexander Selkirk
Alexander Selkirk (Lower Largo, 1676 - Cape Coast, 13 december 1721), ook bekend als Alexander Selcraig, was een Schots zeeman die vier jaar op een verder onbewoond eiland doorbracht. Hij wordt gezien als de inspiratiebron voor Daniel Defoes roman Robinson Crusoe.

## Levensloop
Selkirk was de zoon van een schoenmaker en leerbewerker in Largo, in Fife in het oosten van Schotland. Hij was een temperamentvolle jonge man, en toen hij op 17 augustus 1695 op het matje moest komen vanwege ontoelaatbaar gedrag in de kerk, kwam hij niet opdagen: "did not compear, having gone away to the seas".
Hij voer mee in boekaniersexpedities over de Zuidelijke Zeeën, en monsterde in 1703 aan bij de galei Cinque Ports als zeilmeester. In oktober het jaar erop werd hij, na onenigheid met de kapitein over de zeewaardigheid van het schip, op zijn verzoek aan wal gezet op een eiland van de Juan Fernández-archipel voor de Chileense kust. Het werd zijn redding, want de Cinque Ports verging enige tijd later, waarbij de meeste opvarenden omkwamen.
Na daar vier jaar en vier maanden in zijn eentje te hebben verbleven werd hij op 2 februari 1709 opgepikt door kapitein Woodes Rogers die met twee kaperschepen, de Duchy en de Duke, bij het eiland verscheen. Selkirk voegde zich bij de expeditie van de schepen. Selkirk kwam in 1712 weer thuis. Voordat Defoe zijn boek ging schrijven waren al drie andere boeken verschenen over de avonturen van Selkirk, waaronder Cruising Voyage van Woodes Rogers en was ook een uitgebreid interview van Richard Steele gepubliceerd.
In 1717 ging Selkirk weer naar zee. Hij overleed in 1721 terwijl hij luitenant was aan boord van het marineschip Weymouth. Twee vrouwen die beiden beweerden dat Selkirk hen had gehuwd hebben nog jaren over zijn erfenis geprocedeerd.
Het eiland Más Afuera in de Juan Fernández-archipel heet sinds 1966 officieel Alejandro Selkirk.